# Zographus regalis
Zographus regalis es una especie de escarabajo longicornio del género Zographus, tribu Sternotomini, subfamilia Lamiinae. Fue descrita científicamente por Brown en 1776.

## Descripción
Mide 16-30 milímetros de longitud.

## Distribución
Se distribuye por Angola, Benín, Camerún, Costa de Marfil, Gabón, Guinea, Guinea Española, Liberia, República Centroafricana, República Democrática del Congo, República del Congo, Senegal, Sierra Leona y Zambia.